# Castello di Crèvecœur

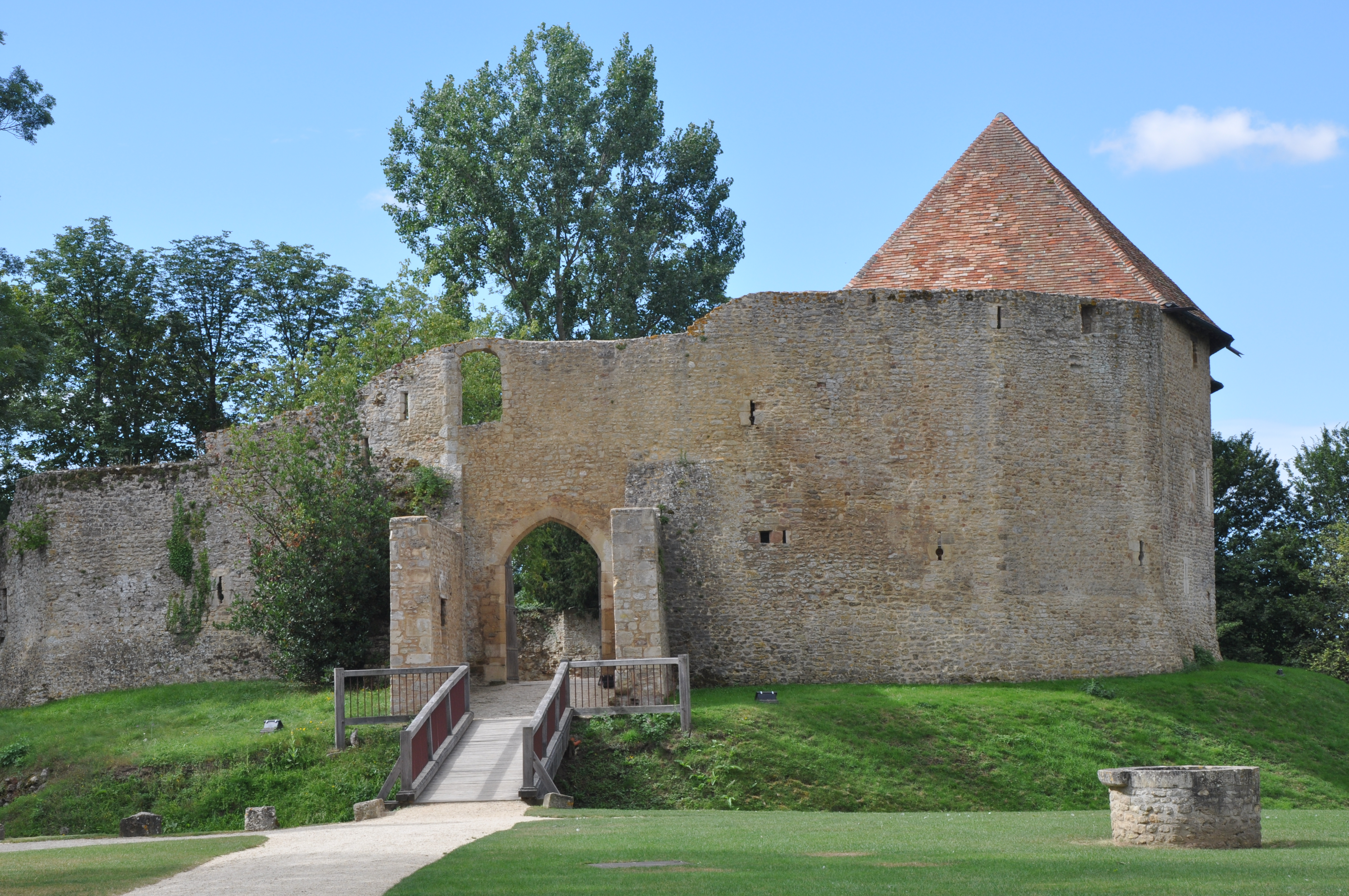
Il castello di Crèvecœur

 Il castello di Crèvecœur è un edificio fortificato situato a nord ovest del centro abitato nel comune francese di Crèvecœur-en-Auge, in Francia (dipartimento del Calvados).

## Storia
Il castello fu costruito probabilmente tra la fine dell'XI e la prima metà del XII secolo, sulla principale strada di comunicazione tra Lisieux e Caen.
Il fondatore del castello potrebbe essere stato un certo Roman de Rou de Wace. Hugues de Crèvecœur è citato in diversi documenti a partire dal 1112 insieme a suo figlio Guillaume, vassalli del vescovo di Bayeux. Il feudo passò in seguito a Jean du Hommet, che aveva sposato Hadwise de Crèvecœur. Nel 1204, dopo la conquista del ducato di Normandia da parte di Filippo II di Francia, il feudo passò alla famiglia de Brucourt, ma durante la guerra dei cent'anni il castello fu ripreso dagli inglesi e tra il 1417 e il 1449 fu affidato a sir Thomas Kirkeley. Nel 1554 fu venduto a François de Montmorency e restò alla famiglia, come visconti e poi marchesi di Crèvecœur, fino alla rivoluzione francese.
Nel 1794 il castello fu venduto a privati e fu in possesso successivamente delle famiglie Lemasquerier, Vatier, Lupetti. Nel 1970 fu acquistato dai Schlumberger, la famiglia dei fondatori della Schlumberger Limited. Il castello fu restaurato per ospitare il museo Sclumberger, inaugurato nel 1973.
Il castello (elevati e tetti) è iscritto nella lista dei monumenti storici francesi dal 26 dicembre 1928 e la cappella dal 23 aprile 1954

## Descrizione
Il castello consisteva di una motta con cinta in pietra e fossato, dove si trovava la residenza signorile, e in una corte bassa, circondata da un terrapieno e da un secondo fossato, dove sorse una cappella e più tardi una fattoria, una piccionaia e un granaio.
Era situato in un fondovalle umido ricco di piccoli corsi d'acqua e poco lontano della confluenza del fiume Algot nella Vie (a sua volta affluente del fiume Dives): i fossati sono alimentati da un piccolo affluente dell'Algot.

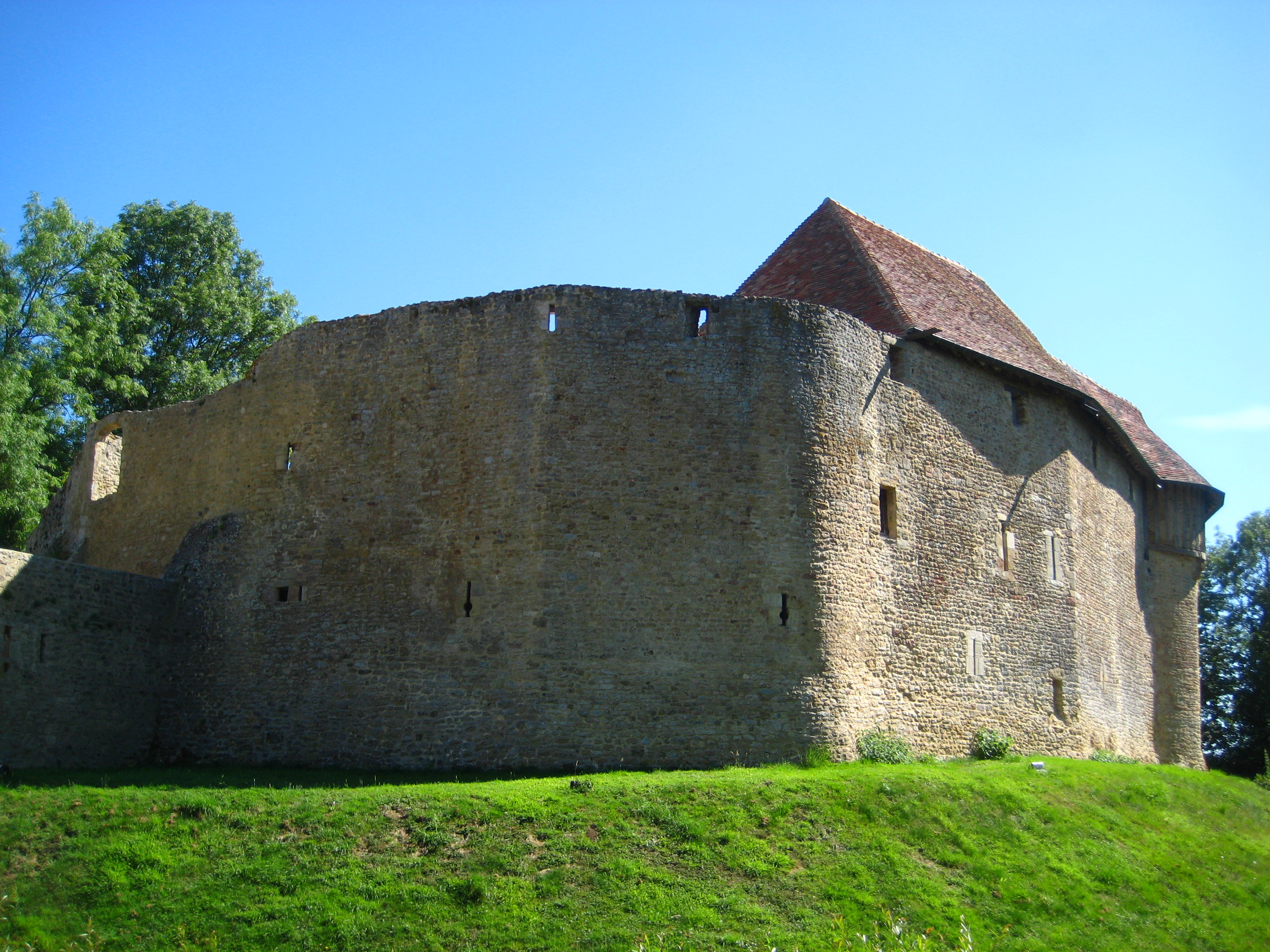
La cinta muraria con i resti delle torri rotonde
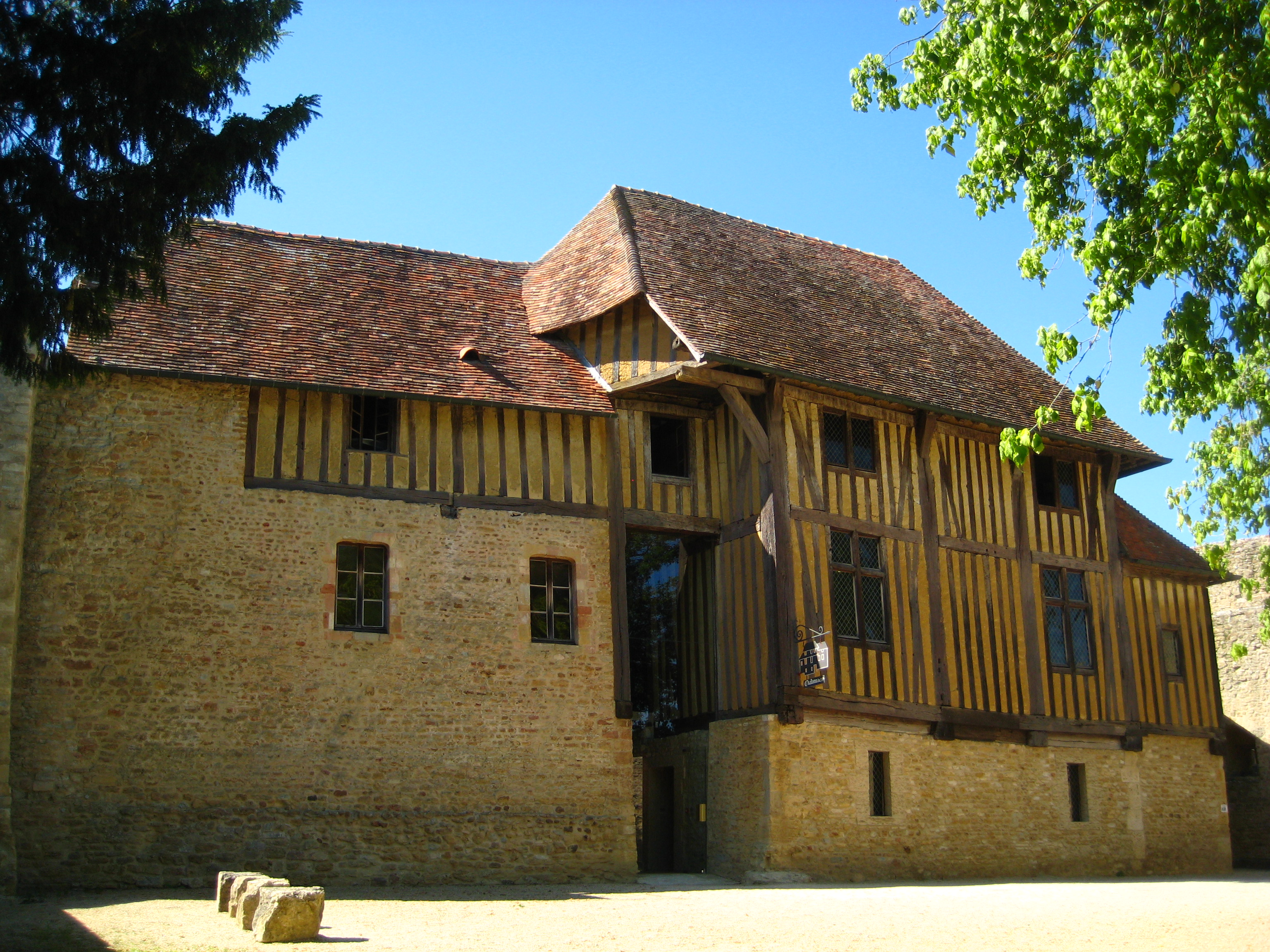
La residenza signorile
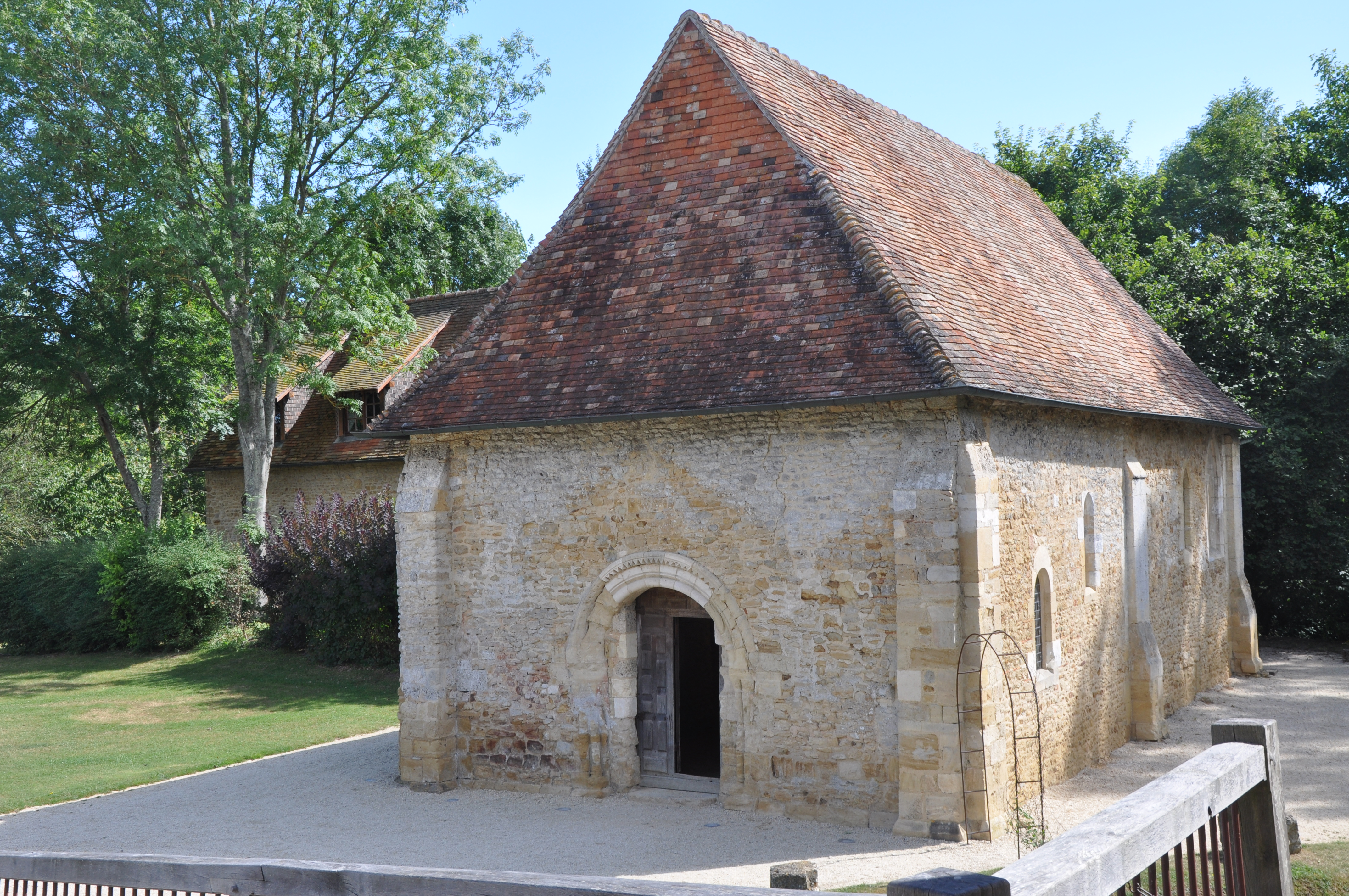
La cappella
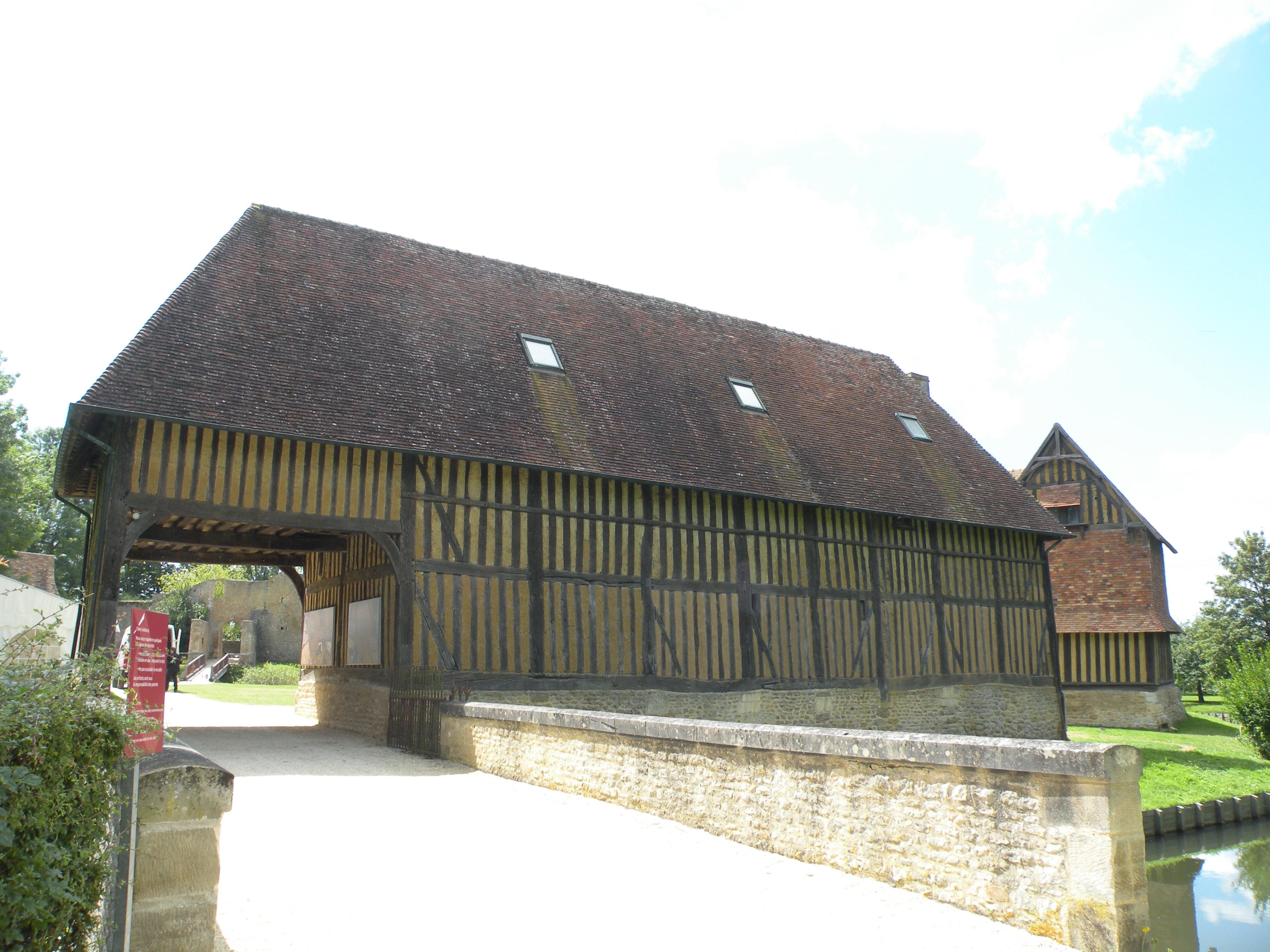
La fattoria
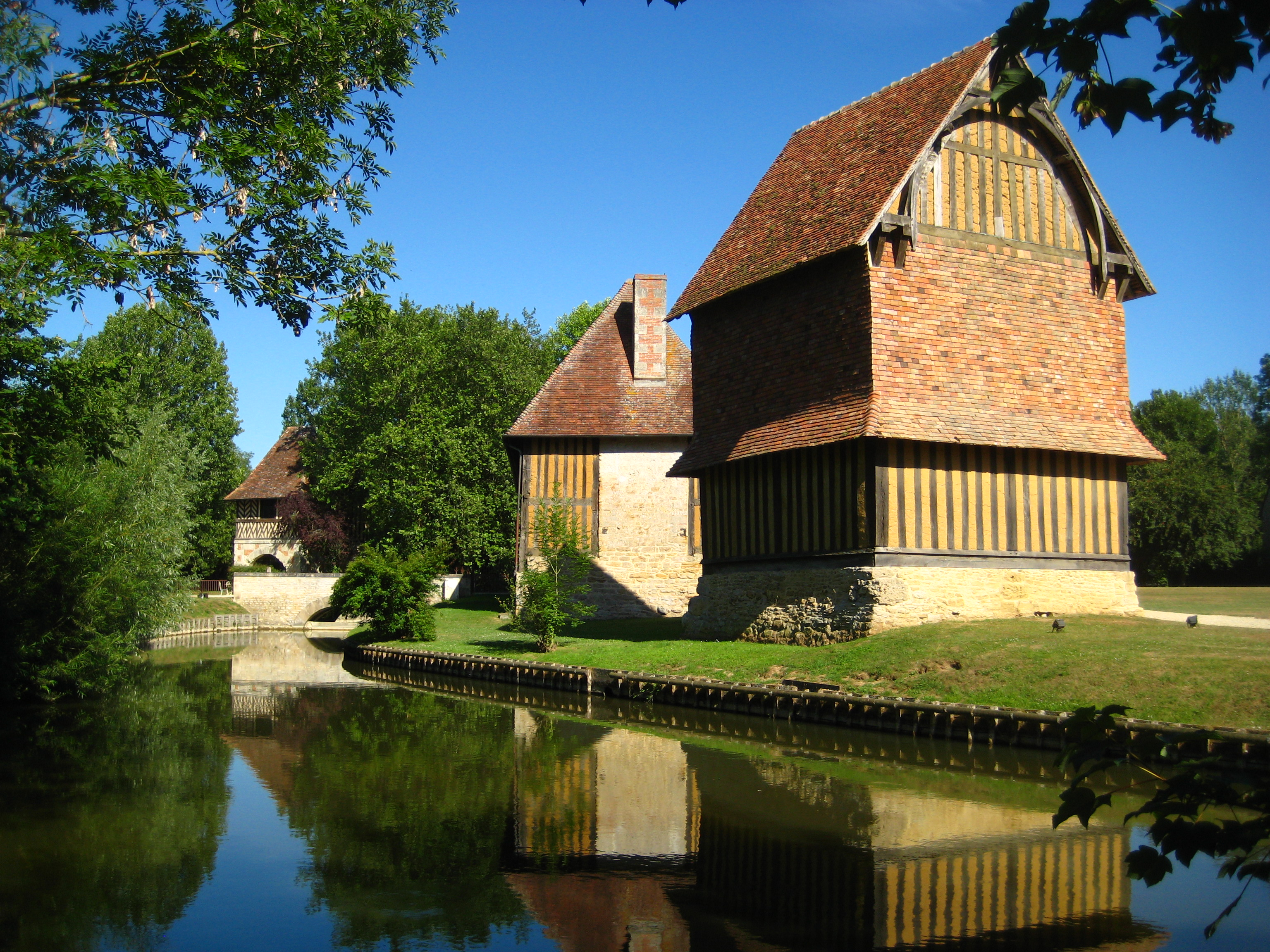
La piccionaia dal fossato della corte bassa
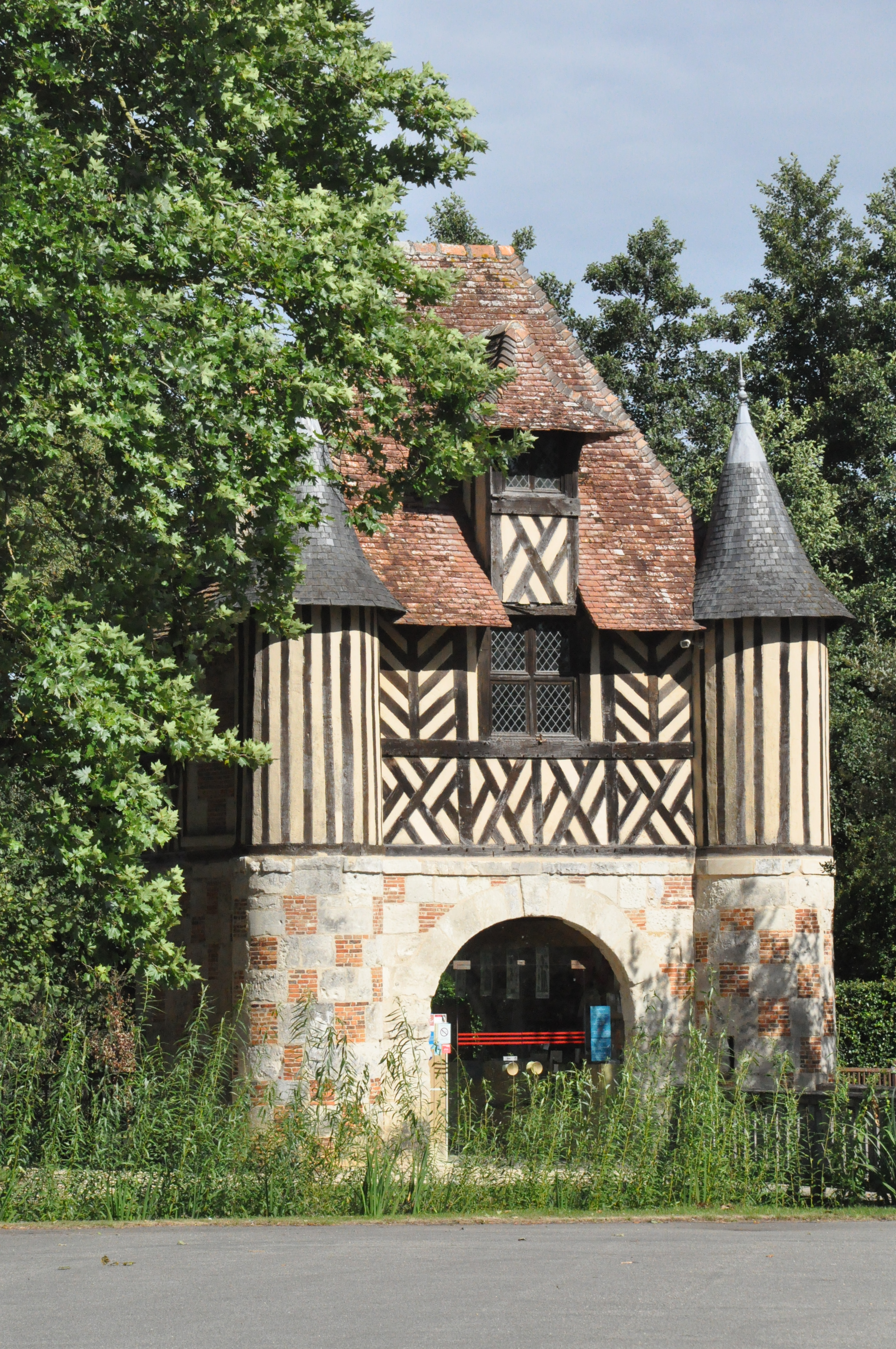
La struttura di ingresso del castello di Beuvillers
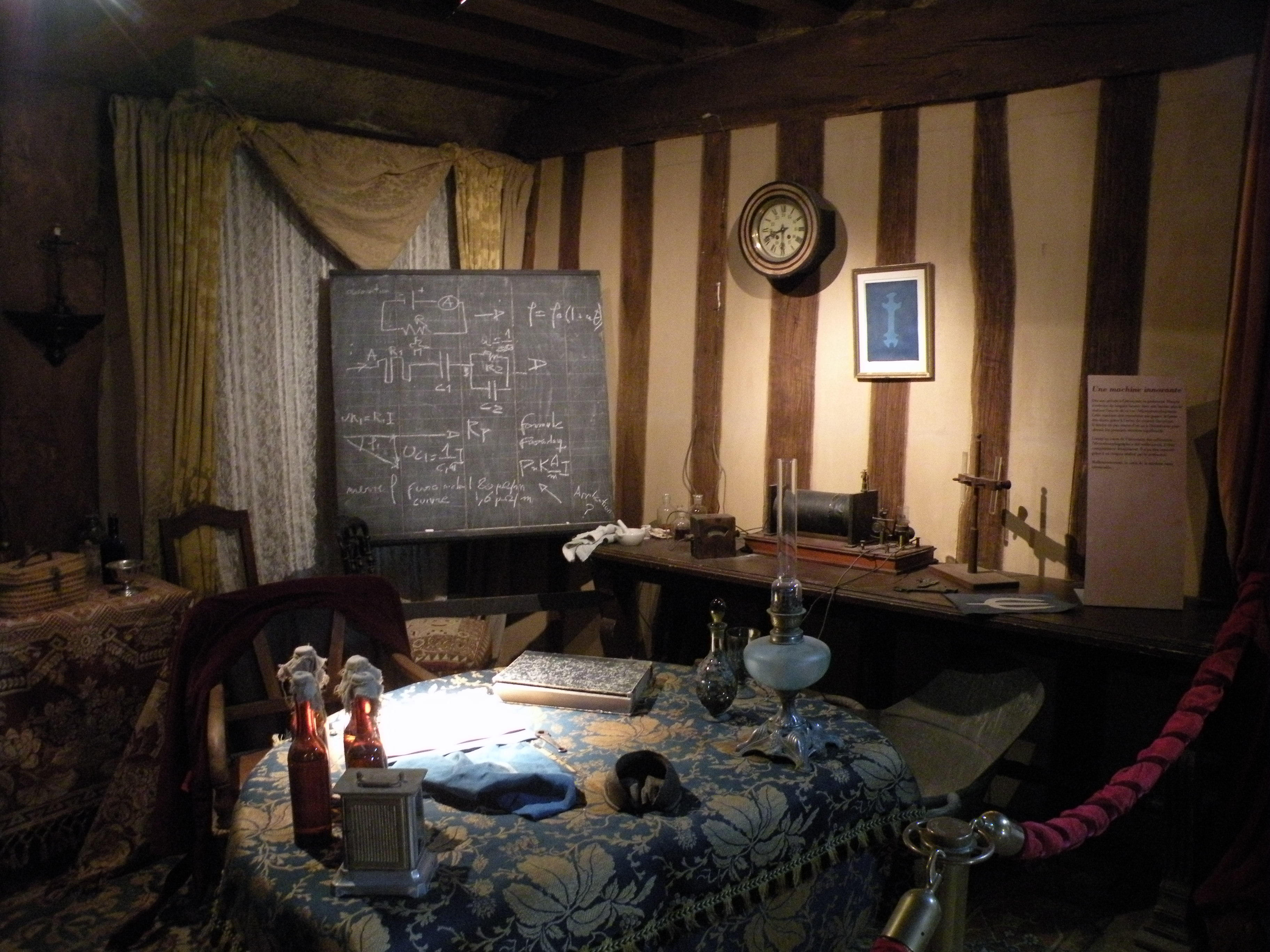
Una delle sale del museo Schlumberger, all'interno del castello

La motta ha un diametro di circa 50 m, mentre la corte bassa, verso nord, ha un'area di 70 x 80 m circa. Intorno alla sommità della motta si conserva la metà di una cinta a pianta poligonale, costruita in piccoli blocchi di pietra calcarea, probabilmente nella prima metà del XII secolo e spessa tra 1,5 e 2 m. Sul lato ovest presenta una torre circolare poco sporgente, in blocchetti in puddinga e in arenaria, probabilmente un'aggiunta della fine dello stesso secolo, oggi sormontata da una torretta costruita a graticcio. Una seconda torre a sud-est, probabilmente successiva, è costruita in grandi blocchi alternati a blocchetti più piccoli di calcare ed ha un diverso orientamento rispetto alla cinta, con numerosi rimaneggiamenti. A sud-ovest doveva essere presente una terza torre.
L'unica porta della cinta, inquadrata in seguito da un avancorpo con due ali di muro, era in origine sormontata da un ambiente sorretto da pilastri, a cui si accedeva da una scala interna a est e da un'altra ad ovest, oggi interamente scomparsa. Successivamente numerose aperture furono ricavate nella cinta muraria e furono poi rimaneggiate più volte. Un ponte levatoio fu installato sopra il fossato tra la fine del XIV e gli inizi del XV secolo: si tratta di lavori eseguiti probabilmente in vista della guerra dei cent'anni.
Tra la fine del XV e gli inizi del XVI secolo fu appoggiata al lato interno della cinta una residenza costruita a graticcio, su tre piani, molto rimaneggiata in seguito e restaurata nel 1971.
Sul lato sud-est della corte bassa è presente una cappella in stile romanico, citata in un documento del 1147 come "cappellam Guillelmi de Crevecor" ("cappella di Guillaume de Crèvecœur"), ma rimaneggiata probabilmente alla fine del secolo o agli inizi di quello successivo.  L'edificio è costruito in blocchetti di calcare. Ha pianta rettangolare e tre piatti contrafforti sui muri laterali esterni. Risalgono probabilmente al rimaneggiamento successivo, le sporgenze su alcuni dei contrafforti e il portale d'ingresso, con un archivolto scolpito decorato con stelle sorretto da colonnine.
Contemporaneamente alla costruzione dell'edificio residenziale nella corte alta, nella corte bassa furono edificati una fattoria, un granaio e una piccionaia, sempre a graticcio. La fattoria presenta l'abitazione dei contadini a una estremità, quella dove si trova il camino in muratura, mentre all'altra era adibita a stalla. Attraverso il suo portico passa l'unico accesso alla corte. La piccionaia, a pianta insolitamente quadrata, aveva circa 1500 buchi interni. Il granaio, distrutto alla fine dell'Ottocento è stato ricostruito negli anni 1970.
Nel 1973 fu ricostruita presso l'entrata del monumento la struttura di ingresso del castello di Beuvillers che si trovava nel comune di Beuvillers, presso Lisieux. L'edificio è costruito in mattoni e pietre formanti un motivo a scacchiera, mentre i piani superiori sono a graticcio. L'ingresso vero e proprio è fiancheggiato da torrette circolari.